# 132445 Ґаертнер
132445 Ґаертнер (132445 Gaertner) — астероїд головного поясу, відкритий 14 квітня 2002 року.
Тіссеранів параметр щодо Юпітера — 3,539.